# Bernhard I. (Lippe)
Der Edelherr Bernhard I. zur Lippe (* um 1090; † um 1158) war Herr der Herrschaft Lippe.

## Leben
Bernhard ist einer der frühesten Vertreter der adligen „Herren zur Lippe“. Die erste urkundliche Erwähnung dieser Familie ist auf 1123 datiert, in der „Bernhardus de Lippe“ namentlich erwähnt wird. Sein Herrschaftsgebiet lag rund um das von ihm und seinem Bruder Hermann 1139 gegründete Prämonstratenserinnenkloster in Cappel (heute Stadtteil von Lippstadt), die 1189 gebaute Burg Lippborg (heute in der Gemeinde Lippetal) und die Ansiedlung an der Lippefurt (heutiges Nicolaiviertel der Stadt Lippstadt), welche im Einkünfteregister des Kölner Erzbischofs Philipp I. von Heinsberg aufgeführt wird.
In älteren Werken wird oft behauptet, Bernhard sei ein Heerführer des Kaisers Lothar III. oder der Sohn Conrads gewesen. Dies entbehrt aber jeder historischen Grundlage.
Da nach seinem Tode um 1158 die Herrschaft von seinem Bruder Hermann übernommen wurde, ist anzunehmen, dass Bernhard keine erbberechtigten Nachkommen hatte.
| Vorgänger         | Amt                          | Nachfolger |
| ----------------- | ---------------------------- | ---------- |
| Hermann zur Lippe | Herr zur Lippe vor 1123–1158 | Hermann I. |